# Trees Lounge
Trees Lounge es una película independiente estadounidense de 1996 de comedia dramática y se trata del primer largometraje escrito y dirigido por Steve Buscemi. La película está protagonizada por Buscemi como Tommy Basilio, un hombre desempleado y abandonado por su novia que pasa sus días bebiendo y buscando el sentido de su vida en el «Trees Lounge», un bar local, acompañado de otros excéntricos asiduos al lugar. El resto del reparto está compuesto por Chloë Sevigny, Mark Boone Junior, Elizabeth Bracco, Eszter Balint, Anthony LaPaglia y Michael Buscemi. 
La trama está parcialmente inspirada en la juventud de Buscemi y su vida en la localidad de Valley Stream, donde por un tiempo trabajó como vendedor de helados y solía frecuentar bares. Aunque Buscemi aseguró que no es un filme autobiográfico, admitió que se trata de una historia personal y que de los personajes que ha interpretado, este es el más parecido a sí mismo. Trees Lounge ha sido descrita como una comedia negra o «sombría» debido a la inclusión del humor negro en una historia sobre el alcoholismo y las tendencias autodestructivas de sus personajes. La escritura del guion estuvo fuertemente influenciada por el trabajo del cineasta John Cassavetes y la experiencia de Buscemi bajo la dirección de Jim Jarmusch y Alexandre Rockwell, como también la realización del cortometraje What Happened to Pete (1992), ayudó al director en la producción de su primer largometraje. 
Después de trabajar en el guion durante años y conseguir la financiación necesaria, el director filmó la cinta en Valley Stream, como también en los distritos de Queens y Brooklyn. El estreno tuvo lugar en el Festival de Cannes de 1996, donde el filme compitió por el premio Caméra d'or. Asimismo, iba a obtener candidaturas para los Premios Independent Spirit y los Premios Chlotrudis. Tras su llegada a algunos cines estadounidenses, tuvo una repercusión tibia en la taquilla, debido a la falta de distribución y promoción, y más tarde iba a ser catalogada como «la película menos anunciada de los noventa» por Slant Magazine.
Sin embargo, Trees Lounge iba a ser mejor recibida por la crítica cinematográfica, que destacó la descripción genuina de los personajes de cuello azul, el retrato de Buscemi sobre la vida de un alcohólico, las actuaciones en general y la notoria influencia de Cassavetes. Además, el creador de la serie de televisión Los Soprano, David Chase, citó al filme como de gran influencia para la serie; las directoras de casting de Trees Lounge y varios de sus actores iban a aparecer en la serie, además del propio Buscemi que no solo iba a actuar sino también a dirigir algunos episodios.

## Trama
Tommy Basilio es un alcohólico y visitante regular de un bar local de Valley Stream, el Trees Lounge, que es abandonado por su novia y pierde su trabajo como mecánico. Después de la muerte de su tío Al mientras conducía su camión de helados, Tommy asiste a su velatorio, donde se entrega a la cocaína con su hermano y primos. Tommy los lleva al Trees Lounge para continuar bebiendo, pero se desata una pelea entre su primo y Mike, otro cliente habitual. Después de comprar cerveza en una tienda nocturna, Mike y Tommy hablan de como el segundo le robó dinero a Rob, el dueño del taller en donde trabajaba. Mencionan que Rob está saliendo con a la exnovia de Tommy, Theresa, que podría o no ser la madre de su hijo.
Mike resulta ser el dueño de la empresa de mudanzas al otro lado de la calle del Trees Lounge. Tommy le pide trabajo, pero Mike dice que no necesita un mecánico. Entonces Tommy comienza a hacer el recorrido del tío Al en el camión de helados y en principio no tiene éxito con las ventas. Debbie, la sobrina de Theresa de diecisiete años de edad, empieza a acompañar a Tommy en su recorrido. La esposa e hija de Mike lo abandonan debido a sus problemas con la bebida y le dicen que planean mudarse al norte del estado. Debbie y su amiga Kelly van al Trees Lounge pero no pueden demostrar que tienen la edad legal para beber alcohol. Debbie afirma que su «novio» Tommy confirmará su edad. Más tarde, Mike, Tommy y las dos chicas están en la casa de Mike bebiendo, pero son expulsados cuando la esposa de Mike llama.
Tommy y Debbie pasan la noche juntos, aunque entre ellos no pasa nada más que un beso estando ebrios. A la mañana siguiente, Tommy se encuentra con el padre de Debbie, Jerry, que la había estado buscando toda la noche. Cuando Jerry descubre que su hija había estado con Tommy, lo ataca con un bate de béisbol y destroza el camión de helados. Después de que Theresa tiene a su bebé, Tommy intenta intenta hacer las paces pero no lo logra. Cuando Tommy regresa al Trees Lounge, se entera de que un anciano asiduo al bar llamado Bill ha sido llevado al hospital en estado grave. La camarera y otros clientes habituales mencionan que alguien debería visitar a Bill en el hospital, pero se olvidan de él mientras siguen bebiendo. Tommy se ubica en el asiento habitual de Bill y mira el vaso de cerveza, dándose cuenta de en qué se ha convertido.

## Reparto
- Steve Buscemi - Tommy Basilio
- Chloë Sevigny - Debbie
- Mark Boone Junior - Mike
- Elizabeth Bracco - Theresa
- Anthony LaPaglia - Rob
- Carol Kane - Connie
- Eszter Balint - Marie
- Mimi Rogers - Patty
- Daniel Baldwin - Jerry
- Debi Mazar - Crystal
- Seymour Cassel - Tío Al
- Samuel L. Jackson - Wendell
- Michael Imperioli - George
- John Ventimiglia - Johnny
- Michael Buscemi - Raymond
- Steven Randazzo - Vic
- Suzanne Shepherd - Jackie
- Brooke Smith - Tina
- Kevin Corrigan - Matthew
- Rockets Redglare - Stan
- Joe Lisi - Harry
- Bronson Dudley - Bill
- Victor Arnold - Tony Basilio
- Lucian Buscemi - hijo de Crystal

## Antecedentes y producción
Con la intención de crear un proyecto propio, personal y sin preocuparse por sus posibilidades comerciales, Buscemi comenzó a escribir la historia en 1989 inspirándose, según él, en lo que podría haberle sucedido si se hubiese quedado en Long Island, en vez de mudarse a Manhattan para dedicarse a la actuación. Fue su antiguo compañero de comedia en vivo, Mark Boone Junior, quien le sugirió la idea de que la trama estuviese ambientada en Long Island. Durante un par de días en 1993 dirigió el cortometraje What Happened to Pete, financiado por él mismo y también ambientado en un bar. Posteriormente, asistió a un curso de escritura de guiones durante un fin de semana para familiarizarse con la estructura básica de un guion. Buscemi recordó que se bloqueó en la escritura del guion porque «era bueno escribiendo diálogos pero terrible en el relato, en la estructura de la trama». La trama de Trees Lounge comenzó a tomar forma después de que Buscemi asistió a una retrospectiva de películas de John Cassavetes en el MoMA. Inspirado en los filmes de Cassavetes, Buscemi comenzó a escribir los diálogos. Además de basarse en hechos de su propia vida —condujo un camión de helados al igual que el protagonista del filme—, otras de las características de su personaje principal iban a estar basadas en conocidos de Buscemi. Inicialmente, el actor y director imaginó Trees Lounge como un filme con un reparto coral e historias paralelas, similar al estilo de Robert Altman, hasta que se dio cuenta de que su personaje debía ser el protagonista. Después de abandonar el proyecto y retomarlo en reiteradas ocasiones, y pasando por varias reescrituras a través de los años, la versión definitiva del guion se escribió en siete meses.

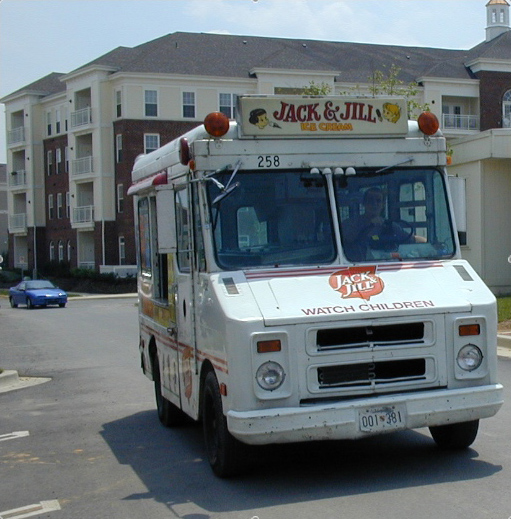
Mismo modelo de van Chevrolet utilizada en el filme. Durante su juventud en Valley Stream, Steve Buscemi condujo un vehículo de helados y solía frecuentar bares, del mismo modo que el protagonista del filme.

En un principio intimidado ante la idea de dirigir, Buscemi tardó unos tres años en conseguir financiación hasta que el estudio LIVE Entertainment acordara hacerlo. El director recordó que «siempre había condiciones» y que se pretendía que la historia tuviese «un final más positivo». Se intentó atraer la atención de compañías de cine independiente tanto en Estados Unidos como en Europa, hasta que el guion llegó a las manos del productor Brad Wyman, quien iba a gestionar su realización con LIVE Entertainment, una productora dedicada al mercado del VHS. El estudio aceptó financiar el proyecto, pero tuvo reparos con respecto a la escena final, al considerarla poco esperanzadora; como resultado, Buscemi modificó el final del guion y añadió una escena, aunque finalmente esta no iba a estar incluida en el final cut de la cinta. El presupuesto total fue de 1,3 millones de dólares.
El proceso de casting estuvo a cargo de Georgianne Walken y Sheila Jaffe, contratadas por Buscemi en referencia al trabajo previo de Walken y Jaffe en la cinta In the Soup (1992). El reparto estuvo formado por actores allegados al director, como Mark Boone Junior, Seymour Cassel —antiguo colaborador de Cassavetes—, su hermano Michael Buscemi o su padre y su hijo que aparecieron en papeles breves. Asimismo, el director recordó con respecto a la presencia de los actores más reconocidos: «Tratamos de trabajar con ellos menos de un día o dos. Pero les gustó el guion y querían ser parte de él». Aún contando con actores como Mimi Rogers, Samuel L. Jackson o Anthony LaPaglia, el estudio no estaba del todo conforme con el casting. Los papeles secundarios con más minutos en pantalla eran los de Mark Boone Junior, Elizabeth Bracco, Eszter Balint y Michael Buscemi; el director especuló con que si hubiese permitido que actores más conocidos ocuparan esos roles, el proyecto hubiese sido financiado antes. Fue gracias a una edición de la revista Interview con Chloë Sevigny en la portada que el cabecilla del estudio aceptó la inclusión de dicha actriz en el reparto, dado que su debut en el cine, Kids, todavía no se había estrenado. A su vez, la actriz aceptó el papel en Trees Lounge porque quería trabajar con Buscemi. Originalmente, el actor John Costelloe iba a interpretar uno de los papeles, pero debió descartar el proyecto y fue reemplazado por Kevin Corrigan. Buscemi también quería a Stanley Tucci como actor, pero Tucci estaba ocupado filmando Big Night, su debut como director.
El nombre del filme fue tomado de un bar del mismo nombre ubicado en Valley Stream (Long Island), donde Buscemi había pasado parte de su infancia y su adolescencia. Antes de comenzar el rodaje, el bar original se vendió: «Cuando sacaron el cartel de neón, lo compré y lo guardé detrás del garage de mis padres. Para la película encontramos un bar en Queens, tomamos el cartel de Trees Lounge y lo colocamos en el frente», recordó el director. «Pensaron que estaba loco y se reían de mí por pagar doscientos dólares por ese cartel de neón que iban a tirar», agregó. El bar utilizado para el rodaje fue The Assembly Bar, ubicado en Glendale (Queens). La filmación se llevó a cabo durante veinticuatro días, entre agosto y septiembre de 1995, en Valley Stream, Brooklyn y Queens. Para las escenas del bar, Buscemi reconoció la influencia del filme Fat City (1972), dirigido por John Huston, mientras que John Cassavetes influenció la escritura en «la manera en que no juzga a sus personajes sino que simplemente los presenta». Mientras que la trama es simple, la película se basa en la relación entre los personajes, un recurso que Buscemi tomó de Cassavetes, focalizándose más en las actuaciones por sobre los aspectos técnicos. Su experiencia actuando bajo la dirección de Jim Jarmusch y Alexandre Rockwell lo ayudaron a tener en cuenta el aspecto visual. Además, sus dificultades a la hora de dirigir el cortometraje antecesor a Trees Lounge sirvieron de lección para su largometraje debut. El uso de cámaras estáticas en vez de travellings fue una decisión creativa implementada por Buscemi y la directora de fotografía Lisa Rinzler. El montaje del filme se realizó durante cuatro meses de manera intermitente debido a que Buscemi se encontraba trabajando en Escape from L.A.

## Género y temática
Trees Lounge está catalogada dentro del género de comedia dramática. Debido a los elementos de humor negro introducidos en una trama trágica relacionada con el alcoholismo, la película también ha sido descrita como una comedia negra o —según el periódico Sun-Sentinel— como una «comedia sombría». La historia desarrolla las conductas autodestructivas de sus personajes sin dejar de lado el humor. Acerca del guion escrito por Steve Buscemi, su autor recordó: «La gente lo leía y me decía que no lo entendía, que era muy oscuro. Al principio, mucha gente parecía no entender el humor. Y eso era algo que siempre supe que estaría en la película. Está muy lejos del modelo de Hollywood». La intención de Buscemi era realizar una cinta semificticia y especulativa e incluir «personajes que normalmente no ves en películas», pero comentó que «es un filme muy personal, pero no es autobiográfico». No obstante, el actor y director admitió: «El personaje que interpreto es lo más cercano a mí mismo que haya hecho. Supongo que es mi lado oscuro real».

## Estreno y taquilla
La película se estrenó el 11 de mayo en la sección Quincena de Realizadores del Festival Internacional de Cine de Cannes de 1996. El 11 de octubre del mismo año se estrenó en dos cines de Estados Unidos, recaudando 39 830 dólares. Asimismo, se iba a proyectar en unas cuarenta salas de cine arte. La distribución en los cines estuvo a cargo de Live Entertainment y Orion Classics. Aunque se invirtió en su promoción durante el primer fin de semana de estreno, posteriormente los anuncios se limitaron únicamente a una página de un periódico. La recaudación total en Estados Unidos fue de 749 741 dólares. Una década más tarde, Slant Magazine iba a comentar que «Trees Lounge tiene que ser —gravemente— la película menos anunciada de los noventa». A pesar de los resultados en la taquilla, Buscemi afirmó: «Para mí es una película exitosa, porque hice la película que quería». En 1998 LIVE Entertainment editó la cinta en VHS. Al año siguiente, el estudio lanzó el filme en DVD y en 2002 Lionsgate Films lanzó una nueva edición.
En 2008 el Calandra Institute organizó en Nueva York un festival de «nuevo cine italoestadounidense» donde se presentaron más de treinta filmes, incluyendo Trees Lounge.

## Recepción

### Crítica
El filme alcanzó un porcentaje de aprobación del 81 % en el sitio agregador de reseñas Rotten Tomatoes, basado en 26 críticas. Por su parte, Metacritic calificó Trees Lounge con un puntaje de 76 sobre 100, basado en 24 reseñas. El crítico Roger Ebert calificó la cinta con tres estrellas y media sobre cuatro y afirmó: «Steve Buscemi sabe sobre alcoholismo a fondo y su película es el más certero retrato del alcohólico de bar que jamás haya visto». Del mismo modo, Owen Gleiberman, de Entertainment Weekly, comentó que Trees Lounge es «uno de los retratos más vividos de un alcohólico que jamás se haya hecho» y que la dirección de Buscemi combina «la espontaneidad que John Cassavetes siempre intentó conseguir (y pocas veces logró) con la exuberancia comunitaria de Robert Altman». Además añadió que se trata de «el mejor papel» en la carrera de Buscemi. Emanuel Levy también notó la influencia del cine de Cassavetes y elogió el conocimiento «a fondo» que Buscemi tiene sobre los personajes, sosteniendo que «transmite la naturaleza de las vidas sin rumbo». Agregó además que «ni los elementos cómicos ni melodramáticos están planteados de forma manipuladora». En una reseña de la BBC, David Wood destacó el desempeño de los actores —en particular el de Mark Boone Junior— y definió el filme como un «estudio cassavetiano sobre personajes de cuello azul». El crítico concluyó: «Filmada con precisión sin complicaciones y un buen ojo para lo ligeramente surrealista, Trees Lounge es un buen augurio para los futuros esfuerzos de Buscemi y sigue siendo una de las películas independientes más entrañables de los últimos años».

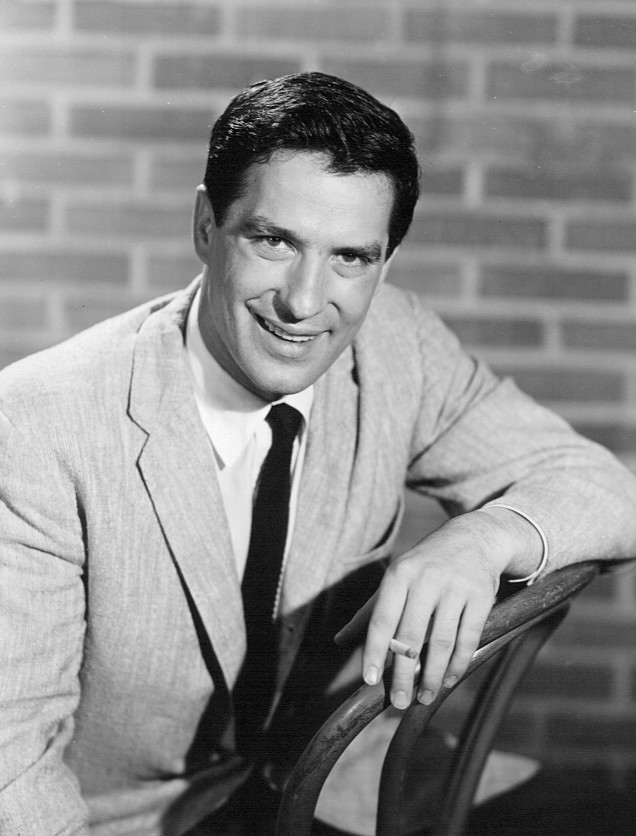
Steve Buscemi dio crédito al cine de John Cassavetes como principal influencia a la hora de escribir el guion de Trees Lounge, una influencia que no fue ignorada por la crítica cinematográfica.

Concordando con otros críticos, las reseñas de la revista Time Out resaltó el guion, las actuaciones del reparto y el desarrollo de los personajes de clase trabajadora, que «recuerda al Cassavetes vintage por su autenticidad sociológica y emocional». Escribiendo para The Washington Post, Desson Howe comentó que «en el océano de taquillazos de Hollywood y comedias predecibles, Trees Lounge definitivamente es un pez de fondo misántropo» y que «la película es vigorizante, sombría y divertida, suponiendo que puedas apreciar el humor en una historia llena de maleantes, lujuriosos y perdedores». Marjorie Baumgarten, de The Austin Chronicle, agregó que «lo más claro es la influencia de John Cassavetes en la forma en que Trees Lounge permite que sus personajes divaguen hacia el autodescubrimiento, oscilando entre la simpatía y la repugnancia en partes iguales». En el libro 100 American Independent Films, su autor notó que Trees Lounge «mantiene un linaje con Cassavetes en su voluntad de comprometerse con la parte más vulnerable de la vida estadounidense». Para Stephen Holden, de The New York Times, «su diálogo, en parte improvisado, captura el tono, la actitud y el ritmo diario de la vida de los trabajadores suburbanos con una precisión y profundidad que rara vez se ve en una película». Otros medios compararon Trees Lounge con la serie de televisión Cheers y el filme Barfly, de Charles Bukowski. La revista ShortList elaboró una lista de las mejores veinte películas sobre bares y describió el de Trees Lounge como «una versión más grunge del bar ejemplificado en Cheers». El periódico Hartford Courant sostuvo que Trees Lounge «ofrece más personajes femeninos interesantes que la mayoría de las películas de Hollywood».
Una reseña menos entusiasta publicada por la revista Empire indicó que «si bien la idea parece prometedora, el guion de Buscemi nunca se eleva por encima de lo mediocre y los personajes nunca llegan a ser totalmente interesantes». Jonathan Rosenbaum, del Chicago Reader, coincidió con que «estos personajes son tipos agradables, pero no mucho más». La crítica Barbara Shulgasser,
del San Francisco Chronicle, afirmó que «en vez de escribir para sí mismo el papel protagonista heroico —tradicionalmente obsesionado con la apariencia— que siempre se le negará, Buscemi se ha identificado con otro perdedor» y que «al final, esto no es muy interesante». Aunque reconoció el buen trabajo de los actores —especialmente el de Buscemi y Boone Junior—, John Petrakis, de Chicago Tribune, criticó el argumento del filme, comentando que «la niebla existencial es tan densa que ahoga a la audiencia y a los actores». El crítico agregó: «Buscemi hace todo lo posible para que nos interesemos por este grupo de borrachos, pero aunque apunta a The Iceman Cometh, se acerca mucho más a Barfly. No es una tragedia, solo una ronda interminable de nihilismo».

### Premios
| Organización               | Categoría                  | Receptor(es)                          | Resultado  | Ref.   |
| -------------------------- | -------------------------- | ------------------------------------- | ---------- | ------ |
| Festival de Cannes         | Cámara de Oro              | Steve Buscemi                         | Candidato  | [ 46 ] |
| Premios Independent Spirit | Mejor ópera prima          | Steve Buscemi Chris Hanley Brad Wyman | Candidatos | [ 47 ] |
| Premios Independent Spirit | Mejor guion de ópera prima | Steve Buscemi                         | Candidato  | [ 47 ] |
| Premios Chlotrudis         | Mejor director             | Steve Buscemi                         | Candidato  | [ 48 ] |

## Legado

### Los Soprano
Trees Lounge sirvió de inspiración a David Chase a la hora de crear la serie de televisión Los Soprano. Aunque no conocía a Georgianne Walken y Sheila Jaffe, las directoras de casting de Trees Lounge, Chase las seleccionó para trabajar en su serie porque quería un reparto similar al que el dúo había reunido en el filme. Así, algunos de los actores presentes en la película iban a aparecer en la serie: Michael Imperioli, John Ventimiglia, Elizabeth Bracco y Suzanne Shepherd, además del propio Steve Buscemi como Tony Blundetto. Otros actores de Trees Lounge que aparecieron en algunos episodios de la serie fueron Joe Lisi (en tres episodios como Dick Barone), Steven Randazzo («46 Long») y Michael Buscemi («Meadowlands»). Fueron Walken y Jaffe quienes seleccionaron a James Gandolfini —desconocido por Chase— como el protagonista de la serie. El director de Trees Lounge también recibió propuestas para dirigir en la primera y segunda temporada de Los Soprano, pero finalmente estuvo disponible para dirigir en la tercera temporada. Chase incluso llegó a tener en cuenta a Buscemi para el rol de Tony Soprano. Otros dos actores del filme, Anthony LaPaglia y Daniel Baldwin, también fueron tenidos en cuenta para el papel de Tony. «Amo esa película. Estuvo tan bien dirigida y tan simple, sin ser Barroco ni nada de eso», declaró Chase, quien además admitió sentirse intimidado al ofrecerle un papel en la serie a Buscemi.